# Universität Mzuzu
Die Universität Mzuzu, in der englischen Amtssprache Mzuzu University, kurz Mzuni, befindet sich in Luwinga, nordwestlich der Stadt Mzuzu in Malawi.

## Geschichte
Die Universität Mzuzu entstand auf der Grundlage eines Parlamentsgesetzes von 1997 und wurde damit die zweite staatliche Universität des Landes. Das bislang bestehende Mzuzu Teachers’ Training College (MTTC) war die Vorläuferinstitution, die durch einen Profilierungsprozess zu einem Teil der neuen Hochschuleinrichtung Malawis erwuchs. Parallel entstanden an einem neuen Standort weitere Campuseinrichtungen. Im Vorbereitungsprozess der Universitätsgründung berief die malawische Regierung die Commission for the Establishment of the University in the North (COMESUN). Ihr gehörten Akademiker, Einwohner der ländlichen Gebiete, Politiker, Regierungsvertreter, Traditionelle und religiöse Führer sowie Verwaltungsfachkräfte an. Die ersten Immatrikulationen erfolgten im Januar 1999.

## Lage
Die Zufahrt zum Campus der Universität Mzuzu führt über die M1 (Lilongwe–Mzuzu–Karonga–Kasumulu) zum Vorort Luwinga und liegt etwa sechs Kilometer von der Stadtmitte entfernt. Der Campus selbst umfasst eine Fläche von etwa einem Quadratkilometer und befindet sich in Nachbarschaft zum Mzuzu Central Hospital.

## Universitätsstruktur
Die Universität wird von einem Vice-Chancellor und dem Registrar (Verwaltungsleiter) geführt. Der repräsentativ wirkende Chancellor of Mzuzu University ist das jeweilig amtierende Staatsoberhaupt von Malawi.
Neben internen Verwaltungsbereichen besteht sie aus 6 Fakultäten (Stand 2021), die in weitere, insgesamt 26 Abteilungen untergliedert sind:
- Faculty of Science, Technology and Innovation (Naturwissenschaften, Technologie und Innovation)
- Faculty of Environmental Science (Umweltwissenschaften)
- Faculty of Health Science (Gesundheitswissenschaften)
- Faculty of Tourism and Hospitality Management (Tourismus- und Gastgewerbemanagement)
- Faculty of Humanities and Social Science (Geistes- und Sozialwissenschaften)
- Faculty of Education (Erziehungswissenschaften)

Von den 7637 Studenten im Jahr 2021 erhielten 4581 Personen direkten Unterricht und 3056 Personen nahmen an Angeboten des ODL auf Basis von Moodle teil.
Zum Zwecke von Fernstudiengängen unterhält die Universität Study Centres in vier malawischen Städten (Stand 2021):
- Balaka (Balaka Secondary School, 531 Teiln.)
- Karonga (Karonga Teachers Training College, 554 Teiln.)
- Lilongwe (Lilongwe Teachers Training College, 783 Teiln.),
- Mulanje (Mulanje Secondary School, 413 Teiln.)